# Национална статистическа служба (Армения)
Вижте пояснителната страница за други значения на Национален статистически институт.
Националната статистическа служба (на арменски: Ազգային վիճակագրական ծառայություն, MSX; ERMSTAT) е национална статистическа организация в Армения.
Тя е основана на 7 януари 1922 г.

## Наименования
- Управление по статистика на Арменската съветска социалистическа република (7 януари 1922 – 1987)
- Държавен статистически комитет на Арменската съветска социалистическа република (1987 – 1992)
- Държавно управление на статистиката, държавния регистър и анализа на Република Армения (1992 – 1998)
- Министерство на статистиката, държавния регистър и анализа на Република Армения (април 1998 – май 2000)